# Râul Veza
Râul Veza este un curs de apă, afluent al râului Târnava Mare. 

## Hărți
- Harta Munții Apuseni
- Harta Județul Alba